# Tirreno-Adriatico 1999
La 34e édition de la course cycliste à étapes Tirreno-Adriatico a eu lieu du 10 au 17 mars 1999. Elle a vu la victoire du N°1 mondial Michele Bartoli aux dépens de la révélation de cette épreuve, le Letton Romāns Vainšteins, qui semblait pouvoir s'imposer jusqu'à une erreur de parcours lors de la cinquième étape.

## Parcours et résultats
| Étape     | Date    | Villes étapes                                       | km  | Vainqueur d’étape         | Leader du classement général |
| --------- | ------- | --------------------------------------------------- | --- | ------------------------- | ---------------------------- |
| 1re étape | 10 mars | Sorrente - Sorrente                                 | 131 | Romāns Vainšteins         | Romāns Vainšteins            |
| 2e étape  | 11 mars | Sorrente - Santa Maria Capua Vetere                 | 178 | Massimo Strazzer          | Romāns Vainšteins            |
| 3e étape  | 12 mars | Santa Maria Capua Vetere - Santa Maria Capua Vetere | 214 | Mario Cipollini           | Romāns Vainšteins            |
| 4e étape  | 13 mars | Luco dei Marsi - Paglieta                           | 197 | Paolo Bettini             | Romāns Vainšteins            |
| 5e étape  | 14 mars | Paglieta - Torricella Sicura                        | 198 | Igor González de Galdeano | Michele Bartoli              |
| 6e étape  | 15 mars | Teramo - Alba Adriatica                             | 170 | Romāns Vainšteins         | Michele Bartoli              |
| 7e étape  | 16 mars | Alba Adriatica - Civitanova Marche                  | 160 | Steven de Jongh           | Michele Bartoli              |
| 8e étape  | 17 mars | Civitanova Marche - San Benedetto del Tronto        | 164 | Ján Svorada               | Michele Bartoli              |

## Classement final
| no | Cycliste                  | Équipe                         |    | Temps            |
| -- | ------------------------- | ------------------------------ | -- | ---------------- |
| 1  | Michele Bartoli           | Mapei Quick Step               | en | 36 h 03 min 30 s |
| 2  | Davide Rebellin           | Polti                          | +  | 9 s              |
| 3  | Stefano Garzelli          | Mercatone Uno                  |    | 14 s             |
| 4  | Laurent Jalabert          | ONCE                           |    | 21 s             |
| 5  | Igor González de Galdeano | Vitalicio Seguros              |    | 30 s             |
| 6  | Alessandro Spezialetti    | Mobilvetta                     |    | 1 min 56 s       |
| 7  | Bo Hamburger              | Cantina Tollo-Alexia Alluminio |    | 3 min 57 s       |
| 8  | Christopher Jenner        | Crédit agricole                |    | 4 min 26 s       |
| 9  | Oscar Camenzind           | Lampre-Daikin                  |    | 4 min 26 s       |
| 10 | Davide Casarotto          | TVM-Farm Frites                |    | 4 min 27 s       |